# Tove Alexandersson
Pour les articles homonymes, voir Alexandersson.
Tove Alexandersson (née le 7 septembre 1992) est une Suédoise qui pratique à haut niveau et en compétition la course d'orientation et de ski d'orientation.
En 2021, elle totalise six coupes du mondes et quinze médailles d'or en championnat du monde de course d'orientation, douze victoires à O-Ringen (en), ainsi que huit médailles d'or en ski d'orientation. Elle est également ancienne championne du monde de skyrunning (sa deuxième course de skyrunning). Elle court pour Stora Tuna OK en course d'orientation et Alfta-Ösa OK en ski d'orientation.

## Biographie
Le 15 septembre 2018, Tove confirme ses talents pour la discipline du skyrunning en prenant un départ très rapide lors de la Ring of Steall SkyRace et en conservant son allure pour remporter la victoire en 3 h 46 min 28 s, battant le précédent record du parcours de près de vingt minutes. La course comptant comme épreuve SkyMarathon des championnats du monde de skyrunning, elle remporte le titre.
Aux championnats du monde de course d'orientation 2021, elle remporte toutes les épreuves possibles.
Le 10 juin 2023, elle prend le départ de l'épreuve de montée et descente aux championnats du monde de course en montagne et trail à Innsbruck. Prenant un départ prudent, elle parvient ensuite à rapidement doubler ses adversaires pour revenir sur les talons de l'Américaine Grayson Murphy en tête. Elle passe brièvement en tête à la fin de la deuxième boucle mais se fait ensuite doubler par Grayson Murphy. Elle tente de la suivre mais connaît une fin de course difficile. Elle se fait dépasser par l'Ougandaise Annet Chemengich Chelangat dans la dernière descente. Cette dernière chute ensuite, permettant à Tove Alexandersson de reprendre la deuxième place. Elle termine dans la douleur et parvient à s'offrir la médaille d'argent, une minute derrière Grayson Murphy.
Le 8 mars 2024, elle s'élance au départ de l'épreuve verticale des championnats du monde de SkySnow courus à Tarvisio. Novice sur ce genre d'épreuve, elle met à profit ses talents pluridisciplinaires pour dominer l'épreuve de bout en bout et s'offrir le titre. Le lendemain, elle domine également l'épreuve classique pour s'offrir le doublé.

## Palmarès

### En course d'orientation

#### Championnats du monde
- Médaille d'or en 2016 en Moyenne distance
- Médaille d'or en 2016 en Longue distance
- Médaille d'or en 2017 en Moyenne distance
- Médaille d'or en 2017 en Longue distance
- Médaille d'or en 2017 en Relais
- Médaille d'or en 2018 en Relais mixte sprint
- Médaille d'or en 2018 en Longue distance
- Médaille d'or en 2019 en Moyenne distance
- Médaille d'or en 2019 en Longue distance
- Médaille d'or en 2019 en Relais
- Médaille d'or en 2021 en Sprint
- Médaille d'or en 2021 en Moyenne distance
- Médaille d'or en 2021 en Longue distance
- Médaille d'or en 2021 en Relais
- Médaille d'or en 2021 en Relais mixte sprint
- Médaille d'argent en 2012 en Moyenne distance
- Médaille d'argent en 2012 en Relais
- Médaille d'argent en 2013 en Moyenne distance
- Médaille d'argent en 2013 en Longue distance
- Médaille d'argent en 2014 en Sprint
- Médaille d'argent en 2014 en Longue distance
- Médaille d'argent en 2018 en Sprint
- Médaille d'argent en 2018 en Relais
- Médaille de bronze en 2011 en Relais
- Médaille de bronze en 2014 en Moyenne distance
- Médaille de bronze en 2014 en Relais

### Jeux mondiaux
- Médaille d'argent en 2013 en Moyenne distance

#### Championnats d'Europe
- Médaille d'or en 2021 à Neuchâtel (Suisse) en KO sprint
- Médaille d'or en 2021 à Neuchâtel (Suisse) en sprint

### En ski-alpinisme

#### 2020
Classement mondial en Coupe du monde : 11e rang (avec 178 pts).
| Date           | Rés.           | Épreuve                                      | Lieu           | Temps           |
| Coupe du monde | Coupe du monde | Coupe du monde                               | Coupe du monde | Coupe du monde  |
| -------------- | -------------- | -------------------------------------------- | -------------- | --------------- |
| 20/12/2019     | 5e             | 1re étape – Individuelle                     | Aussois        | 1 h 21 min 07 s |
| 21/12/2019     | 8e             | 1re étape – Sprint                           | Aussois        | 03 min 54 s     |
| 25/01/2020     | 17e            | 2e étape – Individuelle                      | Coma Pedrosa   | 1 h 42 min 52 s |
| 26/01/2020     | 9e             | 2e étape – Vertical Race                     | Coma Pedrosa   | 34 min 11 s     |
| 07/02/2020     | 9e             | 3e étape – Vertical Race                     | Jennerstier    | 25 min 08 s     |
| 08/02/2020     | 15e            | 3e étape – Individuelle                      | Jennerstier    | 1 h 23 min 06 s |
| 09/02/2020     | 18e            | 3e étape – Sprint                            | Jennerstier    | 04 min 06 s     |
| Autres courses |                |                                              |                |                 |
| 02/02/2020     | Ab.            | Alpencup Hochkönig Ertztrophy – Individuelle | Bischofshofen  | —               |
| 29/02/2020     | Médaille d'or  | Diablerets 3D – Vertical Race                | Les Diablerets | 28 min 32 s     |

#### 2021
Classement mondial en Coupe du monde : e rang (avec ... pts).
| Date                  | Rés.               | Épreuve                                           | Lieu           | Temps           |
| Coupe du monde        | Coupe du monde     | Coupe du monde                                    | Coupe du monde | Coupe du monde  |
| --------------------- | ------------------ | ------------------------------------------------- | -------------- | --------------- |
| 19/12/2020            | 8e                 | 1re étape – Sprint                                | Adamello       | NC              |
| 20/12/2020            | Médaille d'argent  | 1re étape – Vertical Race                         | Adamello       | 29 min 21 s     |
| 29/01/2021            | Médaille de bronze | 2e étape – Vertical Race                          | Val de Bagnes  | 33 min 22 s     |
| 31/01/2021            | Médaille d'argent  | 2e étape – Individuelle                           | Val de Bagnes  | 1 h 31 min 00 s |
| 05/02/2021            | Médaille d'argent  | 3e étape – Individuelle                           | Flaine         | 1 h 39 min 23 s |
| 06/02/2021            | 12e                | 3e étape – Sprint                                 | Flaine         | NC              |
| 20/02/2021            | Médaille d'or      | 4e étape – Sprint                                 | Val Martello   | 03 min 31 s     |
| 21/02/2021            | Médaille d'or      | 4e étape – Individuelle                           | Val Martello   | 1 h 40 min 59 s |
| Championnats du monde |                    |                                                   |                |                 |
| 02/03/2021            | 4e                 | Sprint                                            | Coma Pedrosa   | 03 min 19 s     |
| 03/03/2021            | 5e                 | Relais (avec Johanna Åström et Fanny Borgström)   | Coma Pedrosa   | 38 min 55 s     |
| 04/03/2021            | Médaille de bronze | Vertical Race                                     | Coma Pedrosa   | 32 min 20 s     |
| 06/03/2021            | Médaille d'argent  | Individuelle                                      | Coma Pedrosa   | 1 h 27 min 34 s |
| 12/03/2021            | 4e                 | Pierra Menta – Par équipes (avec Fanny Borgström) | Beaufortain    | 4 h 21 min 20 s |

## Distinctions
- Prix Jerring (course d'orientation, ski alpinisme, ski d'orientation et skyrunning) (2019)[7]
- Médaille d'or du Svenska Dagbladet (course d'orientation) (2019)[8]
- Médaille de Sa majesté le roi de Suède (4 mai 2022)[9]